# Oulema brunnicollis
Oulema brunnicollis är en skalbaggsart som först beskrevs av Lacordaire 1845.  Oulema brunnicollis ingår i släktet Oulema och familjen bladbaggar. Inga underarter finns listade i Catalogue of Life.